# Sarcophaga uamensis
Sarcophaga uamensis är en tvåvingeart som beskrevs av Zumpt 1951. Sarcophaga uamensis ingår i släktet Sarcophaga och familjen köttflugor. Inga underarter finns listade i Catalogue of Life.